# Комиш-Зорянська селищна територіальна громада
Комиш-Зорянська селищна територіальна громада — територіальна громада в Україні, у Пологівському районі Запорізької області. Адміністративний центр — селище Комиш-Зоря.
Площа громади — 371,10 км², населення — 6168 мешканців (2020).
Утворена в рамках адміністративно-територіальної реформи 2015 року. До складу громади ввійшли Комиш-Зорянська селищна рада та Білоцерківська, Благовіщенська, Ланцівська, Шевченківська сільські ради Куйбишевського району, які 6 і 7 серпня 2015 року ухвалили рішення про добровільне об'єднання громад. А 27 серпня утворення громади затверджене рішенням обласної ради.

## Населені пункти
До складу громади входять 1 селище (Комиш-Зоря) і 9 сіл: Білоцерківка, Благовіщенка, Ланцеве, Новокам’янка, Руденка, Тернове, Труженка, Черешневе та Шевченківське.